# Барі (аеропорт)
Аеропорт Барі імені Кароля Войтили (італ. Aeroporto di Bari-Karol Wojtyła) (IATA: BRI, ICAO: LIBD) — аеропорт, що обслуговує місто Барі, Італія, розташований за 8 км NW від центру міста. Аеропорт також відомий як аеропорт Палезе (італ. Aeroporto di Palese) — назва найближчого населеного пункту району. В 2015 році аеропорт обслуговував 4,673,652 пасажирів.
Аеропорт є хабом для:
- Ryanair

## Історія
Спочатку Міжнародний аеропорт Барі будувався і використовувався як військова авіабаза. В 1960-х роках аеропорт був відкритий для прийому літаків цивільної авіації, запроваджено регулярні рейси авіакомпанії Alitalia в Рим, Катанію, Палермо, Анкону і  Венецію. Всі маршрути пізніше були передані авіакомпанії Aero Trasporti Italiani (ATI) і виконувалися на літаках Fokker F27. З введенням ATI на регулярних рейсах лайнерів Douglas DC-9-30 виникла гостра необхідність у створенні нової злітно-посадкової смуги та будівництві окремого пасажирського терміналу, оскільки в якості нього використовувалася будівля військово-повітряних сил.
В 1981 році було введено в експлуатацію нова будівля вантажного терміналу, через деякий час яка стала будівлею терміналу пасажирського. В 1990 році в Італії проходив Чемпіонат світу з футболу і через виниклу необхідності в збільшенні кількості рейсів була розширена злітно-посадкова смуга аеропорту і модернізовано будівлю пасажирського терміналу.
Тенденція до подальшого збільшення обсягу пасажирських перевезень привела до максимального показника використання інфраструктури аеропорту, і в 2002 році було розпочато будівництво сучасного пасажирського терміналу, який був введений в експлуатацію в 2005 році. Паралельно з ним йшли роботи по реконструкції стоянок літаків, злітно-посадкових смуг і інших об'єктів аеропортового комплексу.
Будівництво нової сучасної диспетчерської вежі розпочалися в 2005 і закінчилися вже у наступному році. В 2006 році розширена злітно-посадкова смуга аеропорту, а з 2007 року знову запущений проект щодо подальшого розширення площ пасажирських терміналів аеропорту.

## Авіалінії та напрямки, лютий 2020
| Авіакомпанія                  | Пункт призначення |
| ----------------------------- | --- |
| Air Cairo                     | Шарм-ель-Шейх |
| Aegean Airlines               | Сезонний: Афіни |
| Air Dolomiti                  | Мюнхен |
| Air France                    | Сезонний: Париж-Шарль де Голль |
| Albawings                     | Тирана |
| Alitalia                      | Мілан-Лінате, Рим-Ф'юмічіно Сезонний: Шарм-ель-Шейх |
| AlMasria Universal Airlines   | Сезонний чартер: Шарм-ель-Шейх |
| Austrian Airlines             | Сезонний: Відень |
| Blue Air                      | Турин |
| British Airways               | Сезонний: Лондон-Гатвік |
| easyJet                       | Лондон-Гатвік, Мілан-Мальпенса, Венеція Сезонний: Берлін-Тегель, Манчестер, Нант |
| Eurowings                     | Кельн/Бонн, Штутгарт Сезонний: Дюссельдорф, Гамбург |
| Iberia Express                | Сезонний: Мадрид |
| Lufthansa                     | Франкфурт |
| Luxair                        | Сезонний: Люксембург |
| Ryanair                       | Париж-Бове, Берлін-Тегель, Берлін-Шенефельд, Бордо, Мілан-Бергамо, Болонья, Будапешт, Кальярі, Брюссель-Шарлеруа, Турин-Кунео, Дублін, Генуя, Франкфурт-Хан, Карлрсуе/Баден-Баден, Краків, Лондон-Станстед, Мадрид, Мальта, Мілан-Мальпенса, Піза, Прага, Рим-Ф'юмічіно, Севілья, Тревізо, Трієст, Турин, Валенсія, Веце Сезонний: Ліверпуль, Маастрихт/Аахен |
| S7 Airlines                   | Сезонний: Москва-Домодєдово |
| Scandinavian Airlines         | Сезонний: Копенгаген (з 29 червня 2020) |
| SkyUp                         | Сезонний: Київ-Бориспіль (з 30 березня 2020) |
| Swiss International Air Lines | Сезонний: Цюрих |
| Transavia                     | Сезонний: Амстердам |
| Transavia France              | Париж-Орлі (з 3 квітня 2020) Сезонний: Нант (з 10 квітня 2020) |
| Turkish Airlines              | Стамбул-Аеропорт |
| Volotea                       | Катанія, Корфу, Палермо, Венеція, Верона Сезонний: Афіни, Дубровник, Іракліон, Ібіца, Кефалонія (з 8 липня 2020),, Кос, Ліон (з 16 квітня 2020),, Марсель, Міконос, Ольбія, Пальма-де-Мальорка, Превеза, Родос, Санторіні, Скіатос, Спліт (з 8 липня 2020),, Закінф                                                                                           |
| Vueling                       | Барселона |
| Wizz Air                      | Бухарест, Будапешт, Клуж-Напока, Гданськ (з 1 червня 2020),, Яси (з 1 серпня 2020),, Краків, Прага, Рига, Софія, Тімішоара, Відень, Варшава-Шопен Сезонний: Катовиці, Лондон-Лутон, Вроцлав |